# Штрейхер, Юлиус
Ю́лиус Штре́йхер (Штрайхер; нем. Julius Streicher; 12 февраля 1885, Флейнхаузен близ Аугсбурга, Бавария — 16 октября 1946, Нюрнберг) — гауляйтер Франконии, главный редактор антисемитской и антикоммунистической газеты «Штурмовик» (нем. Der Stürmer — Дер Штюрмер), идеолог расизма. Казнён по приговору Нюрнбергского трибунала за антисемитскую пропаганду и призывы к геноциду.

## До начала политической карьеры
Юлиус Штрейхер родился 12 февраля 1885 года в Флейнхаузене близ Аугсбурга, Бавария. Он был девятым ребёнком в семье Фридриха Штрейхера, учителя римско-католической начальной школы. Перед войной поступил добровольцем в Германскую армию, проработав перед этим некоторое время учителем в начальной школе. Однако после года службы он был уволен из армии за недисциплинированность с запрещением в дальнейшем служить в вооружённых силах.
В ходе Первой мировой войны Штрейхер показал себя храбрым солдатом и заслужил Железный крест I и II степени, а также получил звание лейтенанта.

## После Первой мировой войны
После войны Штрейхер продолжил преподавать в школе, однако вскоре начал участвовать в политической жизни страны на стороне крайне правых сил.
В 1919 году Штрейхер создал в Нюрнберге отделение антисемитской организации, Немецко-социалистической партии (НСП) (нем. Deutschsozialistische Partei). В 1921 году, когда Гитлер уехал из Мюнхена в Берлин налаживать контакты с лидерами нацистских организаций севера Германии, ряд членов НСДАП, включая её основателя Антона Дрекслера, обвинили Гитлера в диктаторстве и пытались установить контакты с НСП. Гитлер срочно вернулся в Баварию и потребовал прекратить заигрывания с группой Штрейхера. Это вызвало серьёзный кризис в партии, однако Гитлер смог утвердить себя в качестве лидера. Вскоре Штрейхер смог найти с лидером национал-социалистов общий язык (Гитлер решил, что ему все равно, какие люди его окружают, лишь бы они помогали его делу) и 8 октября 1922 года влился вместе с членами НСП в ряды НСДАП.
Когда он услышал о Пивном путче, то, не желая оставаться в стороне, присоединился к Гитлеру и шёл рядом с ним в первых рядах. Некоторые свидетели утверждают, что когда толпе марширующих преградили дорогу полицейские, именно Штрейхер первым произвёл выстрел. Сам он впоследствии говорил, что именно благодаря участию в путче фюрер всегда его поддерживал в дальнейшем. «Возможно, найдутся один или два человека, которым не нравится форма носа Штрейхера. Но в тот день, когда он лежал рядом со мной на мостовой Фельдхернхалле, я поклялся, что не брошу его, пока он не бросит меня», — говорил про него впоследствии Гитлер.
С 16 апреля 1923 года он начал выпускать собственную газету «Дер Штюрмер», которая вскоре получила репутацию самого радикального антисемитского издания Германии. Он печатал рассказы о ритуальных убийствах евреями «арийских» детей, а также обвинял евреев в таких вещах, как взрыв дирижабля «Гинденбург» в 1937 году. В газете было очень много карикатур, порой откровенно порнографических, а также жалоб на евреев, мешающих жить «арийцам»: пациент психиатрической больницы жаловался, что его туда незаслуженно упекли евреи, покупатель писал, что ему не принесли рубашку из магазина, принадлежащего еврею, и так далее в каждом номере. В своих статьях Штрейхер использовал самые откровенные образы. Он придавал антисемитизму научный оттенок, доказывая, что «арийка», чья кровь испорчена евреем, уже никогда не сможет родить полноценных «арийских» детей. Юлиус был талантливым оратором и активно выступал по всей Германии с антисемитскими речами.
Когда в 1925 году Штрейхер был назначен гауляйтером Нюрнберга, он все ещё преподавал в школе, и его ученики обязаны были приветствовать его возгласом «Хайль Гитлер!». В 1928 году его уволили из школы за пропаганду антисемитских идей, но это не помешало его дальнейшей нацистской карьере: в 1929 году он стал гауляйтером объединённой Франконии и был избран в баварский парламент от нацистов, а в 1933 году и в Рейхстаг. В 1934 году он получил звание группенфюрера СС.

## В Третьем рейхе
На посту гауляйтера Штрейхер имел дурную репутацию, по утверждению Уильяма Ширера, любил разгуливать по Нюрнбергу с хлыстом, мог делать в пределах своего гау практически всё, что хотел.
Однажды он лично избил заключённых Нюрнбергской тюрьмы, сказав после этого сотрудникам своего аппарата:

Мне это было просто необходимо, теперь мне значительно полегчало.
— Елена Съянова. «Десятка из колоды Гитлера». — М.: Время, 2005. — С. 53.
Штрейхер имел огромное количество любовниц и постоянно шантажировал их мужей, любил с гордостью рассказывать о своих любовных похождениях и был известен своим увлечением порнографией.
Отношение к Штрейхеру в партии было неоднозначным: Герман Геринг, Рудольф Гесс, Роберт Лей и Ялмар Шахт открыто заявляли, что он своими непристойными статьями и моральным обликом (Штрейхер активно занимался скупкой конфискованного еврейского имущества) наносит движению гораздо больше вреда, чем пользы. О его корыстолюбии в партии ходили легенды. В 1938 году Йозеф Геббельс неоднократно запрещал его публичные выступления. С другой стороны, Гитлер практически всегда его поддерживал, говоря: «Я не считаю, что задача политического руководителя состоит в том, чтобы попытаться улучшить человеческий материал, лежащий готовым в его руках».
В 1937 году Штрейхер вступил в серьёзную конфронтацию с Герингом, назвав в одном из номеров «Дер Штюрмер» его единственную дочь «плодом искусственного оплодотворения». Этот выпад в адрес Геринга был связан с тем, что тот хотел видеть Эрхарда Мильха, которого Штрейхер считал евреем, своим заместителем и скорректировал ему биографию. В ответ Геринг добился от Гитлера финансовой проверки деятельности Штрейхера, результатом которой стало удаление его со всех партийных постов в 1940 году. После этого он прямо политикой не занимался, сосредоточившись на редактировании «Дер Штюрмер». Газета продолжала издаваться до февраля 1945 года. В последние недели войны де-факто стал вновь исполнять обязанности гауляйтера Франконии. 23 мая 1945 года он был арестован американцами.

## Нюрнбергский процесс

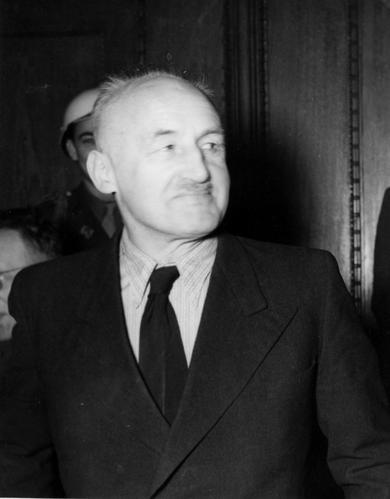
Штрейхер на Нюрнбергском процессе

На Нюрнбергском процессе, проходившем в главном городе Франконии, гауляйтером которой был Штрейхер в 1925—1940 годах, ему было предъявлено обвинение в подстрекательстве к убийствам евреев, что подпадало под обвинение 4 процесса — преступления против человечества. Во время освидетельствования Штрейхер был признан вменяемым и способным отвечать за свои действия, хотя и одержимым навязчивой идеей. По словам психиатров, проводивших обследование, его фанатичный антисемитизм — продукт больной психики, однако в целом он производил впечатление адекватного человека.
Вильгельм Фрик, за которым на судебных заседаниях сидел Штрейхер, по ходу процесса постоянно называл того «выродком», «злобствующим юдофобом» и «преступным фанатиком». Когда столовую для обвиняемых разделили на отсеки для приёма пищи, Штрейхер попал в компанию самых убеждённых нацистов — к Гессу, Редеру и фон Риббентропу. По свидетельству психолога Густава Гилберта, работавшего с заключёнными, «последние двое сидели с оскорблённым видом — им явно было не по душе принимать пищу в обществе такой одиозной фигуры, как он».
Его адвокат доктор Ганс Маркс пытался построить защиту своего клиента на том, что его «Дер Штюрмер» никто не воспринимал всерьёз. Однако Штрейхер выступал резко против этого. Он доказывал, что отдавал приказы о разрушении синагог «из чисто архитектурных соображений». По его словам, он читал об уничтожении евреев в зарубежных газетах, но не верил в это. Он утверждал, что призывал искоренять еврейский народ, но не в буквальном смысле.
В последнем слове Штрейхер заявил, что хотел положить конец проникновению евреев во все сферы германской жизни, а также даже сослался на Талмуд в качестве аргумента за то, чтобы христиане принимали меры для защиты от евреев. Он назвал процесс «триумфом мирового еврейства», заявив, что трое из судей являются евреями. Когда его приговорили к смерти, он сказал: «Разумеется, смертная казнь! Чего ещё можно было ожидать! Да и они с самого начала это знали».
Адвокат Штрейхера подавал апелляцию без его же согласия, однако она была отклонена.
Во время казни, встав под петлёй, он громко крикнул: «Purimfest!» (еврейский праздник Пурим — торжество над врагами иудеев). «Я отправляюсь к Богу. Однажды большевики повесят вас!» Затем он три раза выкрикнул: «Хайль Гитлер!» По свидетельству палача Джона Вудза, последнее «Хайль Гитлер!» донеслось уже из мешка. После приведения приговора в исполнение тело Штрейхера вместе с телами других казнённых было кремировано, а прах тайно вывезен и развеян.
Юлиус Штрейхер был:

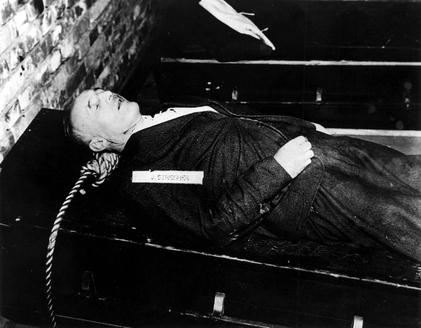
Тело Штрейхера после повешения, 16 октября 1946 года

- единственным из обвиняемых, кто бывал уже в Нюрнбергском зале правосудия до процесса в качестве обвиняемого. Его обвиняли в растлении малолетней, но он был оправдан[13];
- единственным из подсудимых в Нюрнберге, которого признали виновным исключительно за печатную пропаганду, а не за реальное участие в принятии решений о войне и геноциде;
- единственным из казнённых в Нюрнберге, кто упомянул Гитлера в предсмертной речи.

## Семья Штрейхера
В 1913 году в Нюрнберге он женился на дочери булочника Кунигунде Рот (нем. Kunigunde Roth). У них родилось двое сыновей: Лотар (1915) и Элмар (1918). Его жена умерла в 1943 году после 30 лет совместной жизни. В мае 1945 года он женился на своей бывшей секретарше Адель Таппе. На Нюрнбергском процессе она выступила в его защиту, утверждая, что он был порядочным семьянином и вообще хорошим человеком. Альфред Йодль говорил, что «она слишком мила для такого законченного подонка, каким является её супруг».

## Память
26 ноября 2017 года в Москве Всероссийский съезд в защиту прав человека принял решение об учреждении антипремии имени Юлиуса Штрейхера. Эту антипремию было решено вручать «представителю российских СМИ, внёсшему наибольший вклад в атмосферу ненависти и лжи».